# 気候風土適応住宅
気候風土適応住宅（きこうふうどてきおうじゅうたく）とは、地域の気候風土に応じた建築技術を活用し、かつ環境負荷低減に寄与する複数の対策を行った住宅の事。
サステナブル建築物等先導事業（気候風土適応型）として国土交通省が公募を行っており採択されたものに対して補助金が支払われる。
2020年12月、熊本県は気候風土適応住宅と認定する独自基準を全国で初めて公開した。